# Arena Barueri
Die Arena Barueri ist ein Fußballstadion in der brasilianischen Stadt Barueri im Bundesstaat São Paulo. Sie beheimatet bis 2017 die Spiele des Fußballvereins SC Barueri sowie bis zur Saison 2010 auch von Grêmio Barueri. Seit 2017 trägt der Oeste FC seine Heimspiele in der Arena Barueri aus. Die Arena hat eine maximale Kapazität von 31.452 Zuschauern und wurde am 26. Mai 2007 eröffnet. Sie ist Eigentum der Stadt Barueri. Während des Neubaus des Allianz Parque war die Arena Barueri von 2010 bis 2014 Schauplatz einiger Heimspiele von Palmeiras São Paulo.